# Club Sport 3 de Julio
El Club Sport 3 de Julio es un equipo de fútbol profesional de Santo Domingo de los Colorados, capital de la provincia de Santo Domingo de los Tsáchilas, Ecuador. Fue fundado el 27 de febrero de 1981. Actualmente juega en la Segunda Categoría de Ecuador.
Está afiliado a la Asociación de Fútbol No Amateur de Santo Domingo de los Tsáchilas (AFNATSA).

## Historia
El equipo fue fundado en 1981, aunque obtuvo su reconocimiento legal el 27 de febrero de 1986, inicialmente dentro de la Asociación de Fútbol No Amateur de Pichincha (AFNA), previo a la provincialización de Santo Domingo de los Tsáchilas en 2007. El nombre del plantel es un homenaje a la fecha de cantonización de Santo Domingo de los Colorados, un 3 de julio de 1967.
Tras perder la categoría por inactividad en 1998, el club retorna a la actividad profesional en 2012. Luego de una nueva suspensión por parte de la Federación Ecuatoriana de Fútbol, en 2019 el equipo es readmitido por la Asociación de Fútbol No Amateur de Santo Domingo de los Tsáchilas, obteniendo por dos años consecutivos el título provincial y disputando la fase nacional de Segunda Categoría.

## Jugadores

### Plantilla 2021
- Actualizado el 23 de julio de 2021

#### Altas y bajas 2021
- Última actualización: 15 de marzo de 2022.

| Altas           |            |                      |        |
| Jugador         | Posición   | Procedencia          | Tipo   |
| Pierre Bellolio | Guardameta | Universidad Católica | Libre. |

| Bajas          |                |                        |        |
| Jugador        | Posición       | Destino                | Tipo   |
| Alexis Tenorio | Guardameta     | Atlético Saquisilí     | Libre. |
| Kevin Caicedo  | Defensa        | Atlético Santo Domingo | Libre. |
| John Gonzales  | Defensa        | San Camilo             | Libre. |
| Polo Wila      | Centrocampista | Lobos Master FC        | Libre. |
| Marco Cabezas  | Centrocampista | La Concordia SC        | Libre. |
| Armando Wila   | Delantero      | Emanuel SC             | Libre. |
| Nilo Valencia  | Delantero      | Libertad FC            | Libre. |

## Palmarés

### Torneos provinciales
- Segunda Categoría de Pichincha (2): 1988, 1994.
- Subcampeón de la Segunda Categoría de Pichincha (3): 1987, 1989, 1996.
- Copa Pichincha (1): 1986.

- Segunda Categoría de Santo Domingo de los Tsáchilas (3): 2019, 2020, 2022.
- Subcampeón de la Segunda Categoría de Santo Domingo de los Tsáchilas (3): 2012, 2021, 2023.